# 尤金·拉罗克
尤金·罗伯特·拉罗克（英語：Eugene Robert La Rocque，1918年6月29日—2016年10月31日）是美国海军少将，退休后经常出现在媒体上，出席美国国会听证会。